# 埃維格萬德山
47°39′32″N 13°37′41″E / 47.65889°N 13.62806°E

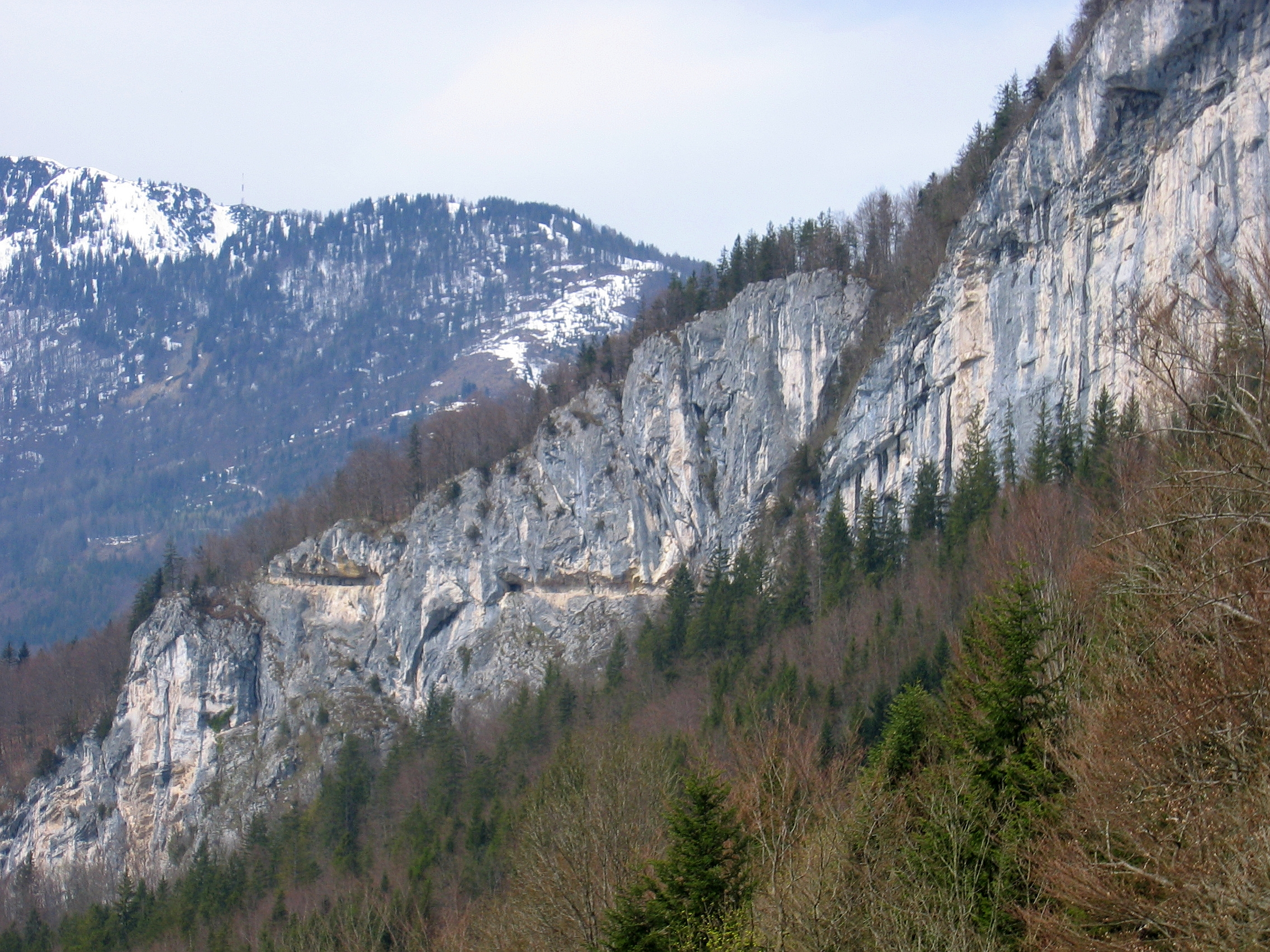

埃維格萬德山（德語：Ewige Wand），是奧地利的山峰，位於該國北部，由上奧地利州負責管轄，屬於托特斯山脈的一部分，海拔高度1,183米，每年平均降雨量1,801毫米。